# Comuna de Niwiska
Niwiska (polaco: Gmina Niwiska) é uma gminy (comuna) na Polónia, na voivodia de Subcarpácia e no condado de Kolbuszowski. A sede do condado é a cidade de Niwiska.
De acordo com os censos de 2005, a comuna tem 5927 habitantes, com uma densidade 62,4 hab/km².

## Área
Estende-se por uma área de 95,192 km², incluindo:
- área agricola: 50%
- área florestal: 45%

## Demografia
Dados de 30 de Junho 2004:
|                      | Total   | Total | Mulheres | Mulheres | Homens  | Homens |
| -------------------- | ------- | ----- | -------- | -------- | ------- | ------ |
|                      | pessoas | %     | pessoas  | %        | pessoas | %      |
| População            | 5783    | 100   | 2909     | 50,3     | 2874    | 49,7   |
| Densidade (pop./km²) | 60,8    | 100   | 30,6     | 30,6     | 30,2    | 30,2   |

De acordo com dados de 2002, o rendimento médio per capita ascendia a 1280,49 zł.

## Subdivisões
- Hucina, Hucisko, Kosowy, Leszcze, Niwiska, Przyłęk, Siedlanka, Trześń, Zapole.

## Comunas vizinhas
- Cmolas, Kolbuszowa, Mielec, Ostrów, Przecław, Sędziszów Małopolski